# Flight to Mars
Flight to Mars (br:Voo para Marte) é um filme estadunidense, do ano de 1951, do gênero ficção científica, dirigido por Lesley Selander.

## Enredo
Uma expedição é lançada para o planeta Marte, chefiada pelo cientista Dr. Jim Barker (Arthur Franz) e pelo repórter Steve Abbott (Cameron Mitchell). Durante a vigem, os dois competem pela atenção da protagonista Carol Stafford (Virginia Huston). Após a chegada em Marte, os terráqueos descobrem que o líder do planeta, Ikron (Morris Ankrum), planeja conquistar Terra, usando para isso o foguete que trouxe os terraqueos. Um grupo dissidente de marcianos se alia aos astronautas da Terra para impedir o plano de Ikron.

## Elenco
| Nome               | Personagem     |
| ------------------ | -------------- |
| Marguerite Chapman | Alita          |
| Cameron Mitchell   | Steve Abbott   |
| Arthur Franz       | Dr. Jim Barker |
| Virginia Huston    | Carol Stafford |
| John Litel         | Dr. Lane       |
| Morris Ankrum      | Ikron          |
| Richard Gaines     | Prof. Jackson  |
| Lucille Barkley    | Terris         |
| Robert Barrat      | Tillamar       |
| Wilbur Back        | Vereador #1    |
| William Bailey     | Vereador #2    |
| Trevor Bardette    | Alzar          |
| Stanley Blystone   | Vereador #3    |
| David Bond         | Ramay          |
| Raymond Bond       | Astrônomo #2   |
| Tristram Coffin    | Comentador     |
| Russ Conway        | Astrônomo #1   |
| Edward Earle       | Justin         |
| William Forrest    | Gen. Archer    |
| Everett Glass      | Montar         |
| Perc Launders      | Trabalhador    |
| Anthony Marsh      | Atendente      |
| Bill Neff          | Sargento       |
| Frank O'Connor     | Vereador #3    |
| Bob Peoples        | Soldado        |

## Produção
- É o segundo filme relizado nos Estados Unidos, após a segunda guerra mundial, a abordar o tema de uma viagem tripulada ao planeta Marte, o primeiro foi Rocketship X-M.[1]
- Filme de baixo orçamento onde, segundo o argumento do filme, Marte era habitado por uma raça semelhante a humana.[2]